# Habenaria egregia
Habenaria egregia är en orkidéart som beskrevs av Victor Samuel Summerhayes. Habenaria egregia ingår i släktet Habenaria och familjen orkidéer. Inga underarter finns listade i Catalogue of Life.